# Мучетьбар
Мучетьбар (баш. Мәсетбәр) — хутор в Зилаирском районе Республики Башкортостан Российской Федерации. Входит в состав Дмитриевского сельсовета. 

## География

### Географическое положение
Расстояние до:
- районного центра (Зилаир): 42 км,
- центра сельсовета (Дмитриевка): 10 км,
- ближайшей железнодорожной станции (Сибай): 150 км.

## История
Основан в 1908 году безземельными крестьянами из крупного татарского села Чуюнчи Белебеевского уезда. Название представляет собой искаженное писарем татарское «Мәчет бар» (Мечетное), хотя мечети на хуторе никогда не было. 

## Население
| 2002 | 2009 | 2010 |
| ---- | ---- | ---- |
| 92   | ↗93  | ↘70  |